# Asterisme
|  | Aquest article tracta sobre el terme astronòmic. Vegeu-ne altres significats a «asterisme (símbol)». |

Un asterisme és un conjunt d'estels brillants d'una constel·lació o de constel·lacions properes que es reconeix independent de la constel·lació o constel·lacions de les quals formen part. Tal com passa amb els estels d'una constel·lació, els estels d'un asterisme es veuen propers en el firmament, tot i que no tenen cap relació física, ja que sovint els separen grans distàncies. Els asterismes sovint s'identifiquen amb molta més facilitat que les mateixes constel·lacions, ja que aquestes estan formades per diversos estels febles, que costen de veure.
Asterismes més coneguts:
- El gran cullerot o el Carro del Món en l'Ossa Major.
- El triangle d'Estiu (Deneb, Altair i Vega, les estrelles α de Cygnus, de l'Àguila i Lyra).
- El triangle hivernal (Betelgeuse, Proció i Sírius).
- El cercle o hexàgon d'hivern, format per Sírius, Proció, Pòl·lux, Capella, Aldebaran i Rigel.
- El gran quadrat del Pegàs, format per α Andromedae i α, β i λ Pegasi.
- el gran diamant format per Cor Caroli, Denebola, Spica i Arcturus.

Un asterisme antic, la Cabellera de Berenice, actualment es considera oficialment una constel·lació (Coma Berenices).